# Boonville (Misuri)
Boonville es una ciudad ubicada en el condado de Cooper en el estado estadounidense de Misuri. En el Censo de 2010 tenía una población de 8319 habitantes y una densidad poblacional de 445,49 personas por km². Se encuentra en el centro del estado, a orillas del río Misuri. 

## Geografía
Boonville se encuentra ubicada en las coordenadas 38°57′23″N 92°45′4″O / 38.95639, -92.75111. Según la Oficina del Censo de los Estados Unidos, Boonville tiene una superficie total de 18.67 km², de la cual 17.84 km² corresponden a tierra firme y (4.44%) 0.83 km² es agua.

## Demografía
Según el censo de 2010, había 8319 personas residiendo en Boonville. La densidad de población era de 445,49 hab./km². De los 8319 habitantes, Boonville estaba compuesto por el 83.12% blancos, el 13.33% eran afroamericanos, el 0.4% eran amerindios, el 0.56% eran asiáticos, el 0.04% eran isleños del Pacífico, el 0.3% eran de otras razas y el 2.25% pertenecían a dos o más razas. Del total de la población el 1.9% eran hispanos o latinos de cualquier raza.